# الحرامي (مسلسل)
الحرامي مسلسل كوميدي مصري عُرض لأول مرة في شهر يوليو 2020 على المنصات الإلكترونية للمشاهدة عبر الإنترنت.

## القصة
تدور أحداث المسلسل خلال فترة حظر التجوُّل بسبب فيروس كورونا؛ يقوم اللِّص (الحرامي) غير المحترف بسرقة منزل وعند محاولته الهرب، فجأة تعود العائلة صاحبة المنزل.. عندئذ يحاول الحرامي التخفِّي بداخل المنزل حتى لا يلاحظه أفراد العائلة.. فهل يتمكن الحرامي من الهروب؟

## طاقم التمثيل[3]
- أحمد داش[4]
- بيومي فؤاد[5]
- رانيا يوسف[6]
- كارولين عزمي
- رنا رئيس
- عبدالرحمن القليوبي
- أحمد فتحي
- توني ماهر
- محمد مهران
- صلاح عبدالله[7]
- منة عرفة